# Сион и Леннокс
Сион и Леннокс (исп. Zion & Lennox) — дуэт в стиле реггетон, образованный в 2001 году. В его состав входят Феликс Херардо Ортис «Сион» и Габриэль Энрике Писарро «Леннокс», оба из Каролины, Пуэрто-Рико.
На протяжении всей своей музыкальной карьеры они были номинированы на различные награды, такие как Billboard Latin Music Awards, Latin American Music Award, ASCAP. Среди прочего выигрывали в категории «Latin Rhythm Artist of the Year, Duo or Group» на Billboard Latin Music Awards три года подряд.

## Использованная литература
1. ↑  Zion & Lennox | Biography & History. Дата обращения: 18 de noviembre de 2016. Архивировано 30 октября 2020 года.
2. ↑  Universal Music Latin America recibe 50 nominaciones a los Premios Billboard de la música latina. Дата обращения: 8 de enero de 2019. Архивировано из оригинала 3 марта 2020 года.
3. ↑  Romeo Santos and Enrique Iglesias Lead List of Finalists for Billboard Latin Music Awards (9 de febrero de 2015). Дата обращения: 8 de enero de 2019. Архивировано 20 апреля 2022 года.
4. ↑  Complete List of Nominees, ‘Latin American Music Awards’ 2015 (2 de septiembre de 2015). Дата обращения: 8 de enero de 2019. Архивировано 16 يناير 2021 года.
5. ↑  2017 El Premio ASCAP. Дата обращения: 8 de noviembre de 2020. Архивировано 29 يوليو 2021 года.
6. ↑  Billboard Latin Music Awards 2016: See the Full Winners List (28 de abril de 2016). Дата обращения: 8 de enero de 2019. Архивировано 26 апреля 2022 года.
7. ↑  Nicky Jam Wins Big at Billboard Latin Music Awards: See the Full Winners List (27 de abril de 2017). Дата обращения: 29 de julio de 2020. Архивировано 29 يوليو 2021 года.
8. ↑  Billboard Latin Music Award Winners 2018: Complete List (26 de abril de 2018). Дата обращения: 29 de julio de 2020. Архивировано 13 июня 2018 года.